# Tałowka (obwód irkucki)
Tałowka (ros. Таловка) – wieś (dieriewnia) w Rosji, w obwodzie irkuckim, w rejonie olchońskim. W 2010 liczyła 104 mieszkańców.